# Renault Espace
De Renault Espace is een multi-purpose vehicle (MPV) van autoconstructeur Renault. Het model werd in 1984 gelanceerd en inmiddels wordt de zesde generatie gebouwd. De Espace heeft vijf tot zeven zitplaatsen (zevenzitter). Er bestaat ook een Grand Espace-versie. Deze heeft een verlengde wielbasis waardoor naast de zeven passagiers ook bagage meekan. De Espace was de eerste MPV in Europa. Hij heeft dezelfde wortels als de Dodge Caravan.

## Voorgeschiedenis
Begin jaren '70 merkte men bij de bedrijfswagendivisie van Chrysler in de Verenigde Staten dat een versie van hun Dodge Ram-bestelwagen met extra ruiten en zitplaatsen, een succes werd bij grotere gezinnen. Die informatie werd doorgegeven aan de personenwagendivisie, waar in 1978 honderd ontwerpers op project T-115 gezet werden. Doel van dat project was de ontwikkeling van de MPV of minivan. Vijf jaar later mondde het project uit in de lancering van de Dodge Caravan, de eerste MPV in Amerika. Deze werd vanaf 1988 in Europa geleverd onder de naam Chrysler Voyager, waar hij de grootste concurrent van de Espace werd.
De Britse ontwerper Fergus Pollock werkte voor Chrysler UK in Coventry en was op dat moment op Chrysler's hoofdkwartier in Detroit. Hij raakte geïntrigeerd door het T-115-project en toen hij terugkeerde naar het Verenigd Koninkrijk ontwierp hij in samenwerking met Matra Automobiles zijn eigen zevenzitter, gebaseerd op onderdelen van de Simca 1307. Het project kreeg de naam P16 en was de beoogde opvolger van de Matra Rancho. Toen Chrysler Europe verkocht werd aan PSA vertrok Pollock naar Citroën. Het werk aan de P16 werd voortgezet door Matra's huisontwerper Antoine Volanis, die het project doorontwikkelde naar prototype P18.

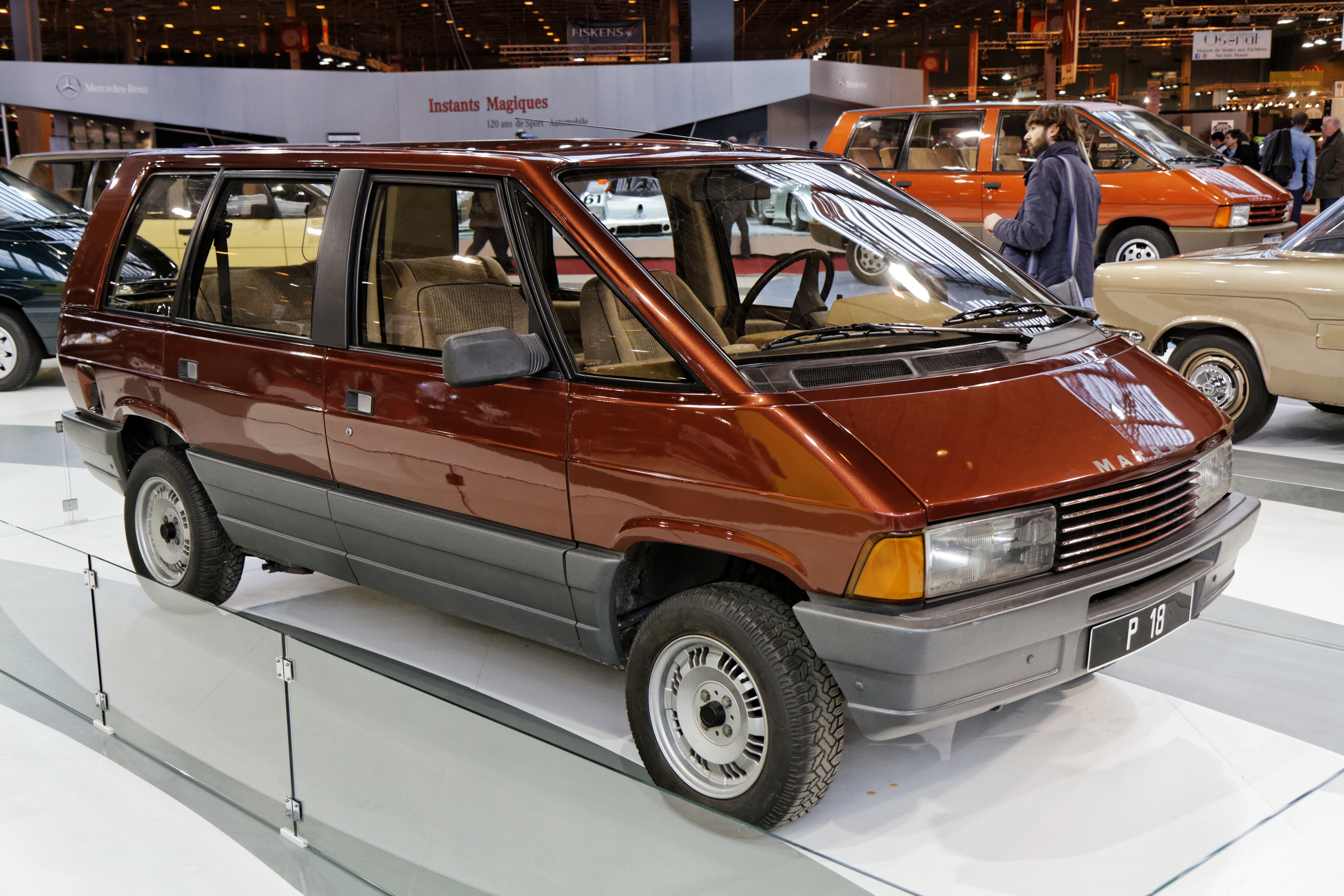
Matra P18

Peugeot had destijds financiële problemen, zag geen toekomst in de P18, en wees het ontwerp van de hand. Dit zou een zware misrekening blijken, en elf jaar later betrad PSA alsnog de MPV-markt met de Peugeot 806/Citroën Evasion. Matra sloot op 15 december 1982 een samenwerkingsovereenkomst met Renault. Uit deze samenwerking ontstond op basis van de Renault 18 prototype P23, waaruit uiteindelijk de Renault Espace werd ontwikkeld, de eerste Europese MPV. Renault verbeterde het ontwerp, nam de marketing en de verkoop in handen, en leverde de aandrijflijn. Matra had de verantwoordelijkheid voor de productie en de ontwikkeling.

## Espace I (J11)
Bij Renault dacht men dat de Espace een nicheproduct was. De bouw ervan werd daarom uitbesteed aan de oorspronkelijke ontwikkelaar Matra Automobiles, die ook over de benodigde specialistische productiefaciliteiten beschikte. De auto kreeg een koetswerk van glasvezelversterkte kunststof en een warmgegalvaniseerd chassis, net als de Matra Murena. De productie van die laatste in Matra's fabriek in Romorantin moest overigens gestaakt worden om plaats te maken voor de Espace, omdat Matra slechts over één productielijn beschikte.
In april 1984 werd de eerste Espace aan de pers getoond en in juli 1984 startte de verkoop. In eerste instantie was de Espace alleen leverbaar met een tweeliter 110 pk benzinemotor; eind 1984 kwam daar een 88 pk turbodieselmotor bij.
Aanvankelijk kwam de verkoop niet van de grond, omdat het publiek moest wennen aan het voor die tijd bijzondere ontwerp. In het eerste jaar werden slechts 2703 exemplaren verkocht. In 1985 stegen de verkopen echter sterk en vanaf 1987 moest de Renault-Alpine-fabriek in Dieppe bijspringen om aan de vraag te voldoen. In 1988 kreeg het model een facelift waarbij de meeste Simca-onderdelen en enkele typische Simca-ontwerpkenmerken, waaronder de naar voren toe schuin aflopende koplampen, werden vervangen door Renault-equivalenten. In 1991 waren uiteindelijk 182.000 stuks verkocht en was er een nieuw marktsegment gecreëerd.

### Motoren
Benzine
| Type       | Motor | Motor     | Motor     | Motor   | Vermogen | Koppel | Aandrijving | Jaartal     |
| Type       | Code  | Inhoud    | Cilinders | Kleppen | Vermogen | Koppel | Aandrijving | Jaartal     |
| ---------- | ----- | --------- | --------- | ------- | -------- | ------ | ----------- | ----------- |
| 2000       | J6R   | 1.995 cm³ | 4-in-lijn | 8V      | 110 pk   | 158 Nm | voor        | 1985 - 1988 |
| 2000 i     | J7R   | 1.995 cm³ | 4-in-lijn | 8V      | 120 pk   | 164 Nm | voor        | 1988 - 1989 |
| 2200 i KAT | J7T   | 2.165 cm³ | 4-in-lijn | 8V      | 110 pk   | 170 Nm | voor        | 1989 - 1991 |

Diesel
| Type        | Motor | Motor     | Motor     | Motor   | Motor                | Vermogen | Koppel | Aandrijving | Jaartal     |
| Type        | Code  | Inhoud    | Cilinders | Kleppen | Voeding              | Vermogen | Koppel | Aandrijving | Jaartal     |
| ----------- | ----- | --------- | --------- | ------- | -------------------- | -------- | ------ | ----------- | ----------- |
| 2.1 Turbo D | J8S   | 2.068 cm³ | 4-in-lijn | 8V      | indirecte inspuiting | 88 pk    | 181 Nm | voor        | 1985 - 1988 |

## Espace II (J63)
Voor 1991 werd de Espace grondig herzien en opnieuw getekend, nu naar de normen van Renault. De auto kreeg een volledig herziene carrosserie en een nieuw dashboard, en ook de rest van het interieur werd verbeterd. Alle hoeken werden afgerond. Het chassis daarentegen bleef onveranderd. Deze tweede generatie kreeg spiegels die in de motorkap waren verwerkt, en die door een horizontale designlijn over de motorkap waren verbonden.
Voor het eerst werd naast de bestaande uitvoering een versie met een zescilinder benzinemotor leverbaar, de bekende 12 kleps PRV-motor in een 2.8 injectie uitvoering (motorcode Z7W) met 152 pk. Deze motor was zowel handgeschakeld als met een automaat leverbaar.

### Motoren
Benzine
| Type    | Motor | Motor     | Motor     | Motor   | Vermogen | Koppel | Aandrijving | Jaartal     |
| Type    | Code  | Inhoud    | Cilinders | Kleppen | Vermogen | Koppel | Aandrijving | Jaartal     |
| ------- | ----- | --------- | --------- | ------- | -------- | ------ | ----------- | ----------- |
| 2.2 i   | J7T   | 2.165 cm³ | 4-in-lijn | 8V      | 110 pk   | 170 Nm | voor        | 1991 - 1997 |
| 2.8 V6i | Z7W   | 2.849 cm³ | V6        | 12V     | 152 pk   | 225 Nm | voor        | 1991 - 1997 |

Diesel
| Type   | Motor | Motor     | Motor     | Motor   | Motor                | Vermogen | Koppel | Aandrijving | Jaartal     |
| Type   | Code  | Inhoud    | Cilinders | Kleppen | Voeding              | Vermogen | Koppel | Aandrijving | Jaartal     |
| ------ | ----- | --------- | --------- | ------- | -------------------- | -------- | ------ | ----------- | ----------- |
| 2.1 dT | J8S   | 2.068 cm³ | 4-in-lijn | 8V      | indirecte inspuiting | 88 pk    | 181 Nm | voor        | 1991 - 1997 |

## Espace III (JE)
In 1996, werd de Espace weer volledig herzien. Deze keer werd het chassis zodanig gewijzigd dat de motor dwarsgeplaatst kon worden. De carrosserie kreeg rondere vormen en er kwam ook een nieuw interieur in ruimteschip-stijl, met de digitale snelheidsmeter centraal geplaatst. Het dashboard was allesbehalve traditioneel en herinnerde aan Matra's vroegere vernieuwingsdrang. Deze nieuwe Espace kreeg verder een modern ogend radiatorrooster en beluchtingsroosters op de achterzijde van de spiegels. De lijn over de motorkap die de spiegels bij de vorige Espace had verbonden verdween.
De carrosserie was nog steeds van kunststof maar de motorkap was voortaan van staal.

### Motoren
Benzine
| Type    | Motor | Motor     | Motor     | Motor   | Vermogen | Koppel | Aandrijving | Jaartal     |
| Type    | Code  | Inhoud    | Cilinders | Kleppen | Vermogen | Koppel | Aandrijving | Jaartal     |
| ------- | ----- | --------- | --------- | ------- | -------- | ------ | ----------- | ----------- |
| 2.0     | F3R   | 1.998 cm³ | 4-in-lijn | 8V      | 115 pk   | 168 Nm | voor        | 1997 - 2000 |
| 2.0 16V | F4R   | 1.998 cm³ | 4-in-lijn | 16V     | 140 pk   | 188 Nm | voor        | 1999 - 2002 |
| 3.0     | Z7X   | 2.963 cm³ | V6        | 12V     | 170 pk   | 235 Nm | voor        | 1997 - 1998 |
| 3.0 24V | L7X   | 2.946 cm³ | V6        | 24V     | 190 pk   | 267 Nm | voor        | 1998 - 2002 |

Diesel
| Type    | Motor | Motor     | Motor     | Motor   | Motor                | Vermogen | Koppel | Aandrijving | Jaartal     |
| Type    | Code  | Inhoud    | Cilinders | Kleppen | Voeding              | Vermogen | Koppel | Aandrijving | Jaartal     |
| ------- | ----- | --------- | --------- | ------- | -------------------- | -------- | ------ | ----------- | ----------- |
| 2.2 dT  | G8T   | 2.188 cm³ | 4-in-lijn | 16V     | indirecte inspuiting | 115 pk   | 250 Nm | voor        | 1997 - 2000 |
| 1.9 dTi | F9Q   | 1.870 cm³ | 4-in-lijn | 16V     | directe inspuiting   | 115 pk   | 250 Nm | voor        | 2000 - 2002 |
| 2.2 dCi | G9T   | 2.188 cm³ | 4-in-lijn | 16V     | common rail          | 130 pk   | 290 Nm | voor        | 2000 - 2002 |

## Espace IV (JK)
De vierde generatie, die in 2003 geïntroduceerd werd, was de eerste Espace die volledig door Renault werd ontworpen en geproduceerd. Het was ook de eerste versie die een volledig stalen carrosserie kreeg. De Espace werd nu niet meer door Matra gebouwd, maar door Renault in Sandouville. Het nieuwe model stond in lijn met Renaults recente designstijl die vooral door de Vel Satis en de Avantime uitgedragen wordt.
In 2002 had Renault zich tot doel gesteld tegen 2009 450.000 Espace IV's te verkopen, of zo'n 20% van het Europese MPV-marktsegment. In 2006 kreeg de Espace een kleine facelift, waarbij diverse kwaliteitsproblemen werden opgelost. Tevens werd de onderhoudsgevoelige 2.2 dCi vervangen door een nieuwe 2.0 dCi motor. Deze motor is voorzien van een distributieketting en was leverbaar in verschillende vermogens. Van 2012 tot 2015 was de Espace alleen nog leverbaar als Grand Espace.

### Motoren
Benzine
| Type    | Motor | Motor     | Motor     | Motor   | Vermogen | Koppel | Aandrijving | Jaartal     |
| Type    | Code  | Inhoud    | Cilinders | Kleppen | Vermogen | Koppel | Aandrijving | Jaartal     |
| ------- | ----- | --------- | --------- | ------- | -------- | ------ | ----------- | ----------- |
| 2.0 16V | F4R   | 1.998 cm³ | 4-in-lijn | 16V     | 140 pk   | 188 Nm | voor        | 2002 - 2010 |
| 2.0 T   | F4Rt  | 1.998 cm³ | 4-in-lijn | 16V     | 165 pk   | 250 Nm | voor        | 2002 - 2005 |
| 2.0 T   | F4Rt  | 1.998 cm³ | 4-in-lijn | 16V     | 170 pk   | 270 Nm | voor        | 2005 - 2015 |
| 3.5 V6  | V4Y   | 3.498 cm³ | V6        | 24V     | 245 pk   | 330 Nm | voor        | 2002 - 2010 |

Diesel
| Type    | Motor | Motor     | Motor     | Motor   | Motor       | Vermogen | Koppel | Aandrijving | Jaartal     |
| Type    | Code  | Inhoud    | Cilinders | Kleppen | Voeding     | Vermogen | Koppel | Aandrijving | Jaartal     |
| ------- | ----- | --------- | --------- | ------- | ----------- | -------- | ------ | ----------- | ----------- |
| 1.9 dCi | F9K   | 1.870 cm³ | 4-in-lijn | 16V     | common rail | 120 pk   | 270 Nm | voor        | 2002 - 2006 |
| 2.0 dCi | M9R   | 1.995 cm³ | 4-in-lijn | 16V     | common rail | 130 pk   | 320 Nm | voor        | 2006 - 2008 |
| 2.2 dCi | G9T   | 2.288 cm³ | 4-in-lijn | 16V     | common rail | 150 pk   | 320 Nm | voor        | 2002 - 2006 |
| 2.2 dCi | G9T   | 2.288 cm³ | 4-in-lijn | 16V     | common rail | 140 pk   | 320 Nm | voor        | 2006 - 2007 |
| 2.0 dCi | M9R   | 1.995 cm³ | 4-in-lijn | 16V     | common rail | 150 pk   | 340 Nm | voor        | 2006 - 2015 |
| 2.0 dCi | M9R   | 1.995 cm³ | 4-in-lijn | 16V     | common rail | 175 pk   | 360 Nm | voor        | 2006 - 2015 |
| 3.0 dCi | P9X   | 2.958 cm³ | V6        | 24V     | common rail | 180 pk   | 350 Nm | voor        | 2002 - 2006 |
| 3.0 dCi | P9X   | 2.958 cm³ | V6        | 24V     | common rail | 180 pk   | 400 Nm | voor        | 2006 - 2008 |

## Espace V (RFC)
Op de IAA in Frankfurt 2013 werd de Initiale Paris-concept voorgesteld als voorproefje op de nieuwe Espace. In 2014 is de nieuwe Espace onthuld en vanaf 2015 is de tot crossover geëvolueerde MPV leverbaar. Bij introductie waren drie motoren leverbaar, een 1.6 TCe benzinemotor met 200 pk en een zeventrapsautomaat met dubbele koppeling, het dieselaanbod bestaat uit een 1.6 dCi 130 met handbak en een 1.6 dCi 160 met zestrapsautomaat met dubbele koppeling. De 160 pk 1.6 DCi is een twin-turbo motor. Uitrustingsniveaus zijn de Expression (alleen op 1.6 dCi 130), Dynamique en Initiale Paris (alleen op 1.6 dCi 160 en 1.6 TCe 200). Op de Initiale Paris is vierwielbesturing standaard, op de Dynamique is dit optioneel verkrijgbaar.
In 2017 is de lijn licht herzien. De uitrustingsniveaus heten vanaf dat jaar Zen, Intens en Initiale Paris. Ook zijn nieuwe motoren geïntroduceerd. Bij de benzinevariant werd de 1.6 opgevolgd door de 1.8 TCe, ook weer met zeventrapsautomaat met dubbele koppeling. Vanaf 2018 zijn de 1.6 dieselmotoren vervangen door twee varianten 2.0 Blue DCi motoren, beide met zestrapsautomaat met dubbele koppeling. Vanaf dat moment is er geen uitvoering van de Espace met een handbediende versnellingsbak meer leverbaar.
In 2020 kreeg de Espace V een facelift. Naast aanpassingen aan de voorzijde en verlichting, kreeg het model een gewijzigd interieur met nieuwe bekleding en een aangepaste middenconsole. Ook het infotainmentsysteem, het dashboard en de rijassistenten werden gemoderniseerd. De zwakste dieselmotor werd geschrapt, van de overgebleven diesel werd het vermogen iets aangepast. De benzinemotor kreeg een roetfilter, om te kunnen voldoen aan de strengere regulering van uitlaatgassen.
In 2021 is de verkoop van de Espace in Nederland gestaakt. De vraag naar het segment is volgens Renault sterk teruggelopen en de fabrikant wil zijn aandacht verleggen naar hybride en elektrische aandrijflijnen. Doordat de hoogte van de BPM elk jaar werd aangepast aan de hoeveelheid uitstoot per kilometer, werd het model prijzig. Renault heeft eerder aangekondigd dat vanaf mei 2022 de gehele productie van de Espace zou worden beëindigd, maar dat is uitgesteld naar begin 2023. In februari  2023 blijkt dat de productie gestaakt is. Renault heeft aangekondigd dat er begin 2024 een nieuw model zal verschijnen met de naam Espace. Dit model zal worden gebaseerd op de Austral en daarmee de techniek delen. Het model krijgt een hybride aandrijflijn .

### Motoren
Benzine
| Type        | Motor | Motor     | Motor     | Motor   | Vermogen | Koppel | Aandrijving | Jaartal     |
| Type        | Code  | Inhoud    | Cilinders | Kleppen | Vermogen | Koppel | Aandrijving | Jaartal     |
| ----------- | ----- | --------- | --------- | ------- | -------- | ------ | ----------- | ----------- |
| 1.6 TCe EDC | M5M   | 1.618 cm³ | 4-in-lijn | 16V     | 200 pk   | 260 Nm | voor        | 2015 - 2017 |
| 1.8 TCe EDC | M5P   | 1.798 cm³ | 4-in-lijn | 16V     | 225 pk   | 300 Nm | voor        | 2017 - 2022 |

Diesel
| Type        | Motor | Motor     | Motor     | Motor   | Motor       | Vermogen | Koppel | Aandrijving | Jaartal     |
| Type        | Code  | Inhoud    | Cilinders | Kleppen | Voeding     | Vermogen | Koppel | Aandrijving | Jaartal     |
| ----------- | ----- | --------- | --------- | ------- | ----------- | -------- | ------ | ----------- | ----------- |
| 1.6 dCi     | R9M   | 1.698 cm³ | 4-in-lijn | 16V     | common rail | 130 pk   | 320 Nm | voor        | 2015 - 2018 |
| 1.6 dCi EDC | R9M   | 1.698 cm³ | 4-in-lijn | 16V     | common rail | 160 pk   | 380 Nm | voor        | 2015 - 2018 |
| 2.0 dCi EDC | M9R   | 1.997 cm³ | 4-in-lijn | 16V     | common rail | 160 pk   | 360 Nm | voor        | 2018 - 2020 |
| 2.0 dCi EDC | M9R   | 1.997 cm³ | 4-in-lijn | 16V     | common rail | 200 pk   | 400 Nm | voor        | 2018 - 2020 |
| 2.0 dCi EDC | M9R   | 1.997 cm³ | 4-in-lijn | 16V     | common rail | 190 pk   | 400 Nm | voor        | 2020 - 2022 |

## Espace VI
In maart 2023 werd door Renault de Espace VI onthuld. Het model is gebaseerd op de Renault Austral, maar is 21 cm langer en heeft een 8 cm langere wielbasis. De Espace VI wordt voorzien van een hybride aandrijflijn van 200 pk met een 1,2 liter benzinemotor en twee elektromotoren. Het model kan worden besteld in 5- en 7-zits uitvoering.

## Espace F1
In 1994 stelden Matra en Renault F1 de Espace F1 voor op de Autosalon van Parijs. Ter gelegenheid van de tiende verjaardag van de Espace en van Renaults aanwezigheid in de Formule 1 was een Espace nagebouwd in koolstofvezel en voorzien van een centraal-geplaatste F1-V10 motor en F1-achterwielophanging. De auto accelereerde van stilstand naar 100 km/u in 2,8 seconden en naar 200 km/u in 6,3 seconden. Even imposant was het remvermogen: van 300 naar 70 km/u op 80 meter.

## Sbarro Espider
Op basis van een Espace V6 ontwierp Franco Sbarro in 1998 een bijzonder concept: de Espider. Dit was een Espace zonder dak en voorruit (Spider), met vijf zitplaatsen, ter herinnering aan de 24 uur van Le Mans-overwinningen die Matra behaalde in 1972, 1973 en 1974. De inzittenden moesten wel een helm dragen.

## Verkoopcijfers in Nederland vanaf 1987
Totaal : 41216